# Bracken Kearns
Bracken Kearns (* 12. Mai 1981 in Vancouver, British Columbia) ist ein ehemaliger kanadischer Eishockeyspieler, der im Verlauf seiner aktiven Karriere zwischen 2001 und 2019 unter anderem über 750 Spiele in der American Hockey League (AHL) auf der Position des Centers bestritten hat. Darüber hinaus absolvierte Kearns weitere 42 Partien für die Florida Panthers, San Jose Sharks und New York Islanders in der National Hockey League (NHL). Sein Vater Dennis war ebenfalls professioneller Eishockeyspieler in der NHL.

## Karriere
Kearns spielte zu Beginn seiner Karriere zwischen 2001 und 2005 in insgesamt fünf Spielzeiten für die Calgary Dinos, der Universitätsmannschaft der University of Calgary, in der Canadian Interuniversity Sport (CIS). In der Saison 2005/06 stand er für die Toledo Storm in der unterklassigen ECHL auf dem Eis und absolvierte seine erste vollständige Spielzeit als Profi.

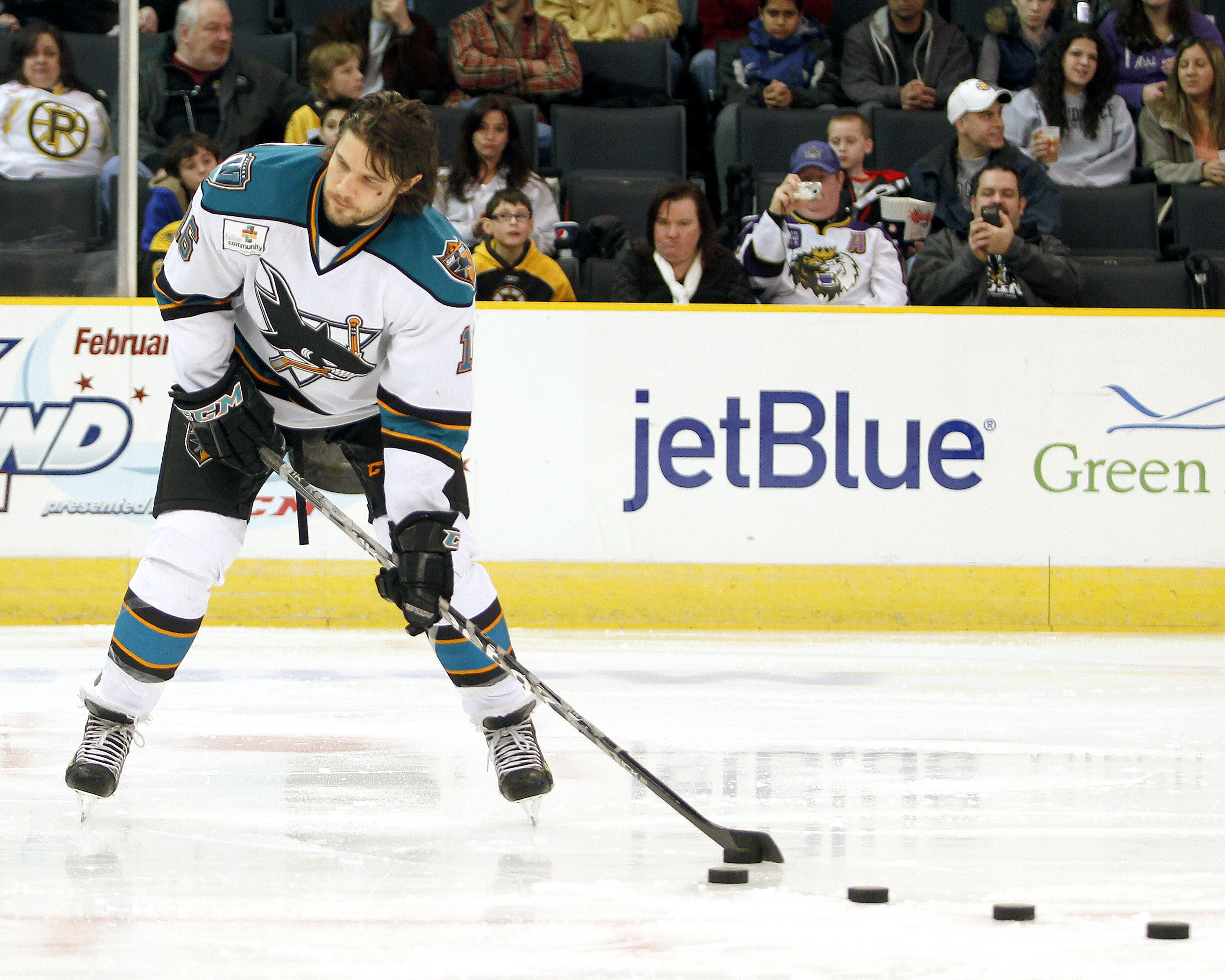
Kearns im Trikot der Worcester Sharks (2013)

Im folgenden Jahr lief er bei den Milwaukee Admirals in der American Hockey League (AHL) auf, ehe er zur Saison 2007/08 innerhalb der Liga zu den Norfolk Admirals wechselte, bei denen er anschließend ebenfalls einige Einsätze für das Farmteam Reading Royals in der ECHL bestritt. Nach einer weiteren Spielzeit bei den Admirals unterschrieb Kearns beim Ligakonkurrenten Rockford IceHogs, wo er in der Saison 2009/10 insgesamt 51 Scorerpunkte in 80 Spiele markierte und sich damit für einen Vertrag bei den Phoenix Coyotes aus der National Hockey League empfehlen konnte, die ihn im Juni 2010 verpflichteten. Dort wurde der Angreifer in der folgenden Spielzeit jedoch ausschließlich in der beim Farmteam San Antonio Rampage in der AHL eingesetzt. Im Sommer 2011 entschied sich Kearns für ein Engagement beim NHL-Klub Florida Panthers, für die er im Oktober 2011 bei der 0:3-Niederlage gegen die Buffalo Sabres sein erstes Spiel bestritt und mit einem Alter von 30 Jahren der zweitälteste Spieler wurde, der bei den Panthers in der höchsten Spielklasse Nordamerikas debütiert. Nach fünf weiteren Partien schickte man den Linksschützen zurück in die AHL, wo er bei den San Antonio Rampage 52 Scorerpunkte in 69 Partien erzielen konnte und als einer der Assistenzkapitäne fungierte.
Zur Saison 2012/13 wechselte Kearns zu den San Jose Sharks, kam jedoch aufgrund des Lockout zunächst ausschließlich bei den Worcester Sharks in der AHL zum Einsatz und machte lediglich ein Spiel für die Sharks in der NHL. Zu Beginn der folgenden Spielzeit stand der Stürmer zu Beginn weiterhin in der AHL auf dem Eis, bevor im Dezember 2013 erneut in den NHL-Kader berufen wurde und beim 3:1-Sieg gegen die Anaheim Ducks sein erstes Tor erzielte. Weiterhin absolvierte er insgesamt 25 Partien für die Sharks in der NHL, bis man ihn im Februar 2014 zurück in die AHL nach Worcester schickte. Im Vorfeld der Saison 2014/15 nahm er im Rahmen eines Probevertrages (try-out-contract) an einem Trainingscamp der Boston Bruins teil, die sich jedoch gegen eine feste Verpflichtung des Kanadiers entschieden. Im Oktober 2014 wechselte Kearns nach Europa und schloss sich dem finnischen Klub Espoo Blues an, für die er in der anschließenden Spielzeit in der Liiga auf dem Eis stand.
Nach einem Jahr in Finnland kehrte Kearns nach Nordamerika zurück und unterzeichnete einen Einjahresvertrag bei den New York Islanders, der im Sommer 2016 um ein Jahr verlängert wurde. Anschließend schloss er sich im Juli 2017 als Free Agent den New Jersey Devils an. In Diensten von deren Farmteam, den Binghamton Devils, wurde der Angreifer im Frühjahr 2018 mit dem Fred T. Hunt Memorial Award geehrt, der herausragende Sportlichkeit und Hingabe für den Eishockeysport auszeichnet. Danach zog es Kearns erneut nach Europa, als er im Juli 2018 einen Vertrag beim EHC Linz in der österreichischen Erste Bank Eishockey Liga (EBEL) unterzeichnete. Nachdem der Kanadier dort das Spieljahr verbracht hatte, beendete der 38-Jährige im Sommer 2019 seine aktive Karriere.

## Erfolge und Auszeichnungen
- 2013 Teilnahme am AHL All-Star Classic
- 2018 Teilnahme am AHL All-Star Classic
- 2018 Fred T. Hunt Memorial Award

## Karrierestatistik
(Legende zur Spielerstatistik: Sp oder GP = absolvierte Spiele; T oder G = erzielte Tore; V oder A = erzielte Assists; Pkt oder Pts = erzielte Scorerpunkte; SM oder PIM = erhaltene Strafminuten; +/− = Plus/Minus-Bilanz; PP = erzielte Überzahltore; SH = erzielte Unterzahltore; GW = erzielte Siegtore; 1 Play-downs/Relegation; Kursiv: Statistik nicht vollständig)